# Saxparty 17
Saxparty 17 är ett studioalbum från 1990 av det svenska dansbandet Ingmar Nordströms på skivmärket Frituna. Albumet placerade sig som högst på 49:e plats på den svenska albumlistan. Bilden på skivkonvolutet visar orkestern stående under ett flygplan av typen DC-10 tillhörigt charterflygbolaget Scanair på Arlanda. 

## Låtlista
1. Bombadilla Ley (Bombadilla Life)
2. At Last
3. Du gör livet till en sång (Happy Heart)
4. Café Le Swing
5. 1939
6. Så länge jag lever
7. Det är jag som följer dig hem
8. Manhattan
9. AllI Ask Of You
10. God morgon
11. The Wonder Of You
12. Lunchboxen
13. And I Love You So
14. Silence Is Golden

## Listplaceringar
| Lista (1990) | Topplacering |
| ------------ | ------------ |
| Sverige      | 49           |

### Fotnoter
1. ↑  Listplacering